# L'idiota
L'idiota (in russo: Идио́т, Idiót) è un romanzo di Fëdor Dostoevskij. Considerato uno dei massimi capolavori della letteratura russa, vuole rappresentare “un uomo positivamente buono”, un Cristo del XIX secolo.
L'opera ha avuto diversi adattamenti teatrali, cinematografici e televisivi. Nel corso del romanzo è più volte citato e discusso dai personaggi il quadro Il corpo di Cristo morto nella tomba di Hans Holbein il Giovane. Dostoevskij aveva visto il dipinto nel 1867 a Basilea e ne era rimasto fortemente impressionato.

## Genesi dell'opera

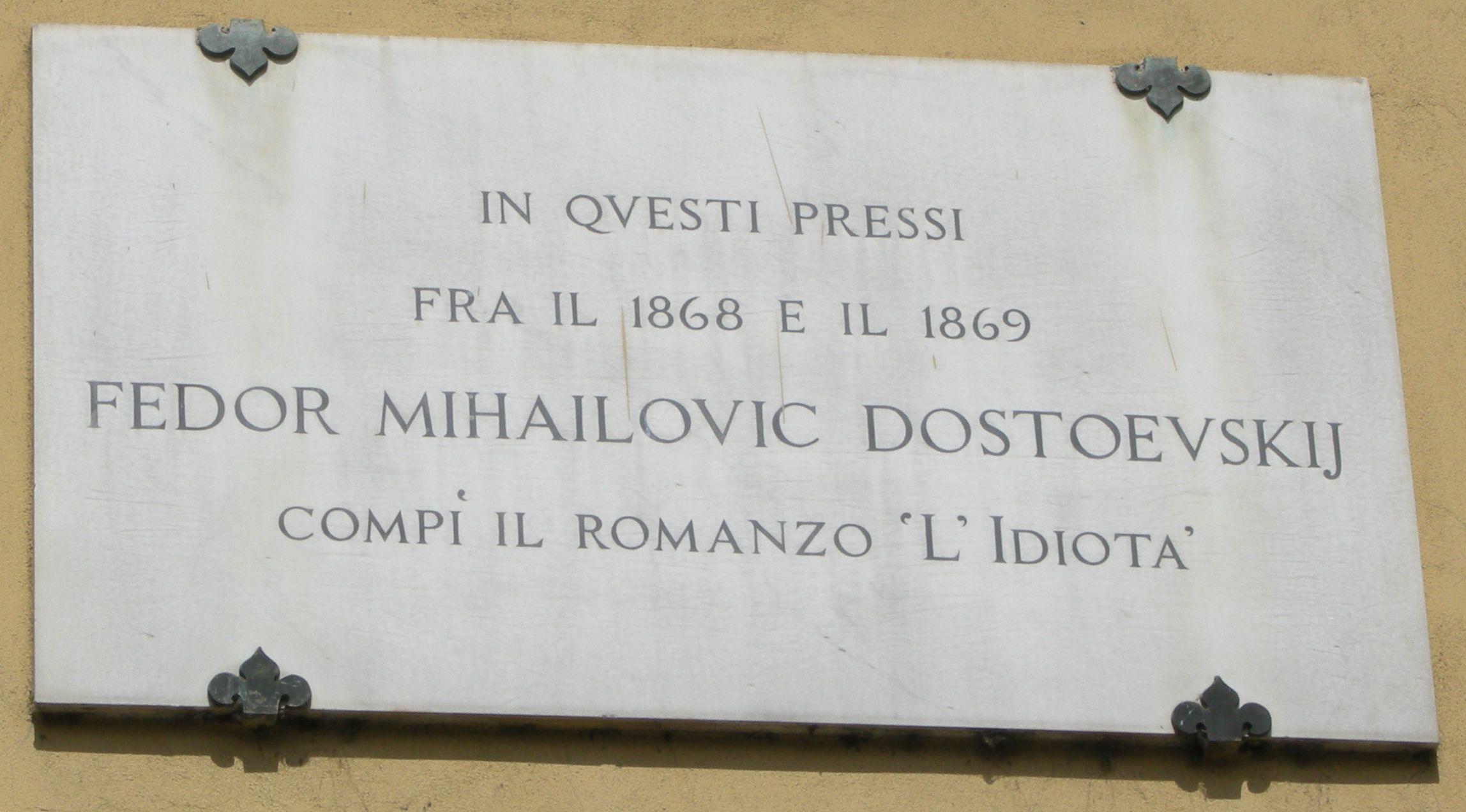
La targa di Piazza de' Pitti a Firenze

La stesura fu contemporanea all'esilio dello scrittore, dovuto ai debiti: ebbe inizio a Ginevra nel settembre del 1867, proseguì a Vevey (sul lago di Ginevra), a Milano, e terminò nel gennaio del 1869 a Firenze. Una targa al numero 22 di Piazza de' Pitti ricorda la permanenza dell'autore nel palazzo per quasi un anno. L'opera nel frattempo uscì a puntate a partire dal 1868 sulla rivista Russkij vestnik (il Messaggero russo), mentre in forma unica fu presentata l'anno successivo.
In una lettera del 1867 indirizzata allo scrittore Apollon Nikolaevič Majkov, Dostoevskij descrisse il nucleo poetico del romanzo a cui stava lavorando:
È importante sottolineare come l'aggettivo buono usato nella lettera fosse nell'originale russo prekrasnyj, che indica lo splendore della bellezza e della bontà insieme, corrispondente al concetto greco di kalokagathia. Nel libro viene detto che il principe personifica la bellezza della perfezione morale e la grandezza caratteriale. Secondo Daniele Castellari, il termine «Idiota entra come vocabolo nelle lingue slave appena prima del romanzo, precisamente nel 1853, come termine medico. Una delle sue due accezioni, secondo un lessico di dieci anni dopo, riguarda un sinonimo che ci interessa: jurodivyi, che significa “ingenuo, semplice di spirito”, già come vox media dell’antico bulgaro, dove stava anche per “meraviglioso, stupendo”. L’espressione particolare legata al nostro tema è Christa radi Jurodivyi poiché inquadra la tradizione popolare orientale del “pazzo/stolto per Cristo”». Il titolo quindi si riferisce agli umili, poveri e semplici di Spirito di cui parla il Vangelo ed è privo di qualsiasi connotazione negativa/dispregiativa nei confronti della rettitudine morale.

## Trama

### Parte I

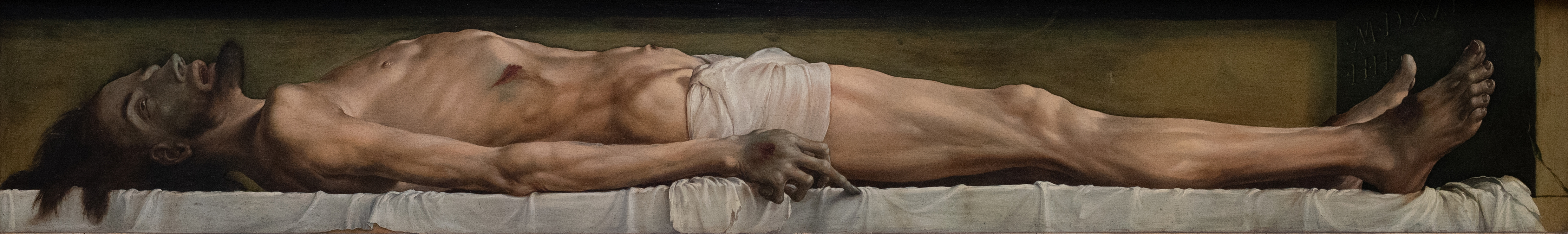
Il corpo di Cristo morto nella tomba (e dettaglio) (1521) di Hans Holbein il Giovane

Il principe Lev Nikolàevič Myškin ritorna in Russia dopo un soggiorno in Svizzera in una clinica dove si era cercato di guarirlo dall'epilessia. Rimasto privo di mezzi, alla morte di una zia spera di ricevere in Russia la sua eredità. Durante il viaggio in treno incontra Parfën Rogòžin, il figlio squattrinato di un ricco mercante morto di recente, che, come il principe, torna a reclamare l'eredità, e Lèbedev, un funzionario. Durante la conversazione salta fuori il nome di Nastàs'ja Filìppovna, di cui Rogòžin è follemente innamorato. Dopo essersi accomiatato dagli altri due a San Pietroburgo, dove il principe si ferma per fare visita all'ultima Myškin ancora in vita, Elizavèta Prokòf'evna, egli si reca nell'appartamento di questa e ne incontra il marito, il generale Epančin, e il suo segretario Gavrìla Ardaliònovič. Gavrila gli mostra il ritratto della sua possibile futura sposa, la stessa Nastas'ja amata da Rogožin.
Qui il narratore inserisce la storia di Nastas'ja. Scampata da bambina all'incendio della sua proprietà in campagna e rimasta orfana, viene aiutata da un amico del padre, Afanàsij Ivànovič Tòckij, che la sistema  in una tenuta che l'uomo visita ogni estate. Accorgendosi della bellezza di Nastas'ja, ormai sedicenne, Tockij la rende sua amante per i periodi che passa alla tenuta, fino a che, cinque anni dopo, Nastas'ja ricompare alla sua porta a San Pietroburgo, pretendendo e ottenendo di vivere in città a sue spese. Tockij, che al momento della vicenda ha cinquantacinque anni, vorrebbe sposarsi, ma è intimorito dalla possibile reazione di Nastas'ja; decide quindi di far maritare anche lei e propone a Gavrila di prenderla in moglie con la promessa di 75.000 rubli per accollarsi una donna disonorata. Gavrila però è incerto; egli ama infatti Aglàja, la figlia minore del generale Epančin; Nastas'ja annuncerà alla festa di compleanno, che si terrà quella sera, se accetterà di sposare Gavrila. Qui la parentesi su Nastas'ja si chiude e la vicenda ricomincia.
Epančin invita il principe a unirsi a sua moglie e alle sue figlie, Aleksàndra, Adelaìda e Aglàja, per la colazione. La conversazione cade sul soggiorno del principe in Svizzera, sul suo amore per i bambini e infine sulla pena di morte. Poiché la famiglia di Gavrila affitta camere, il principe lo segue a casa sua, dove incontra il padre di Gavrila, il vecchio demente Ardaliòn Aleksàndrovič Ìvolgin [pronuncia: Ìvolghin], sua madre, la sorella Varvàra e il fratellino Kòlja, oltre agli affittuari l'usuraio Ivàn Petròvič Ptìcyn e Ferdyščenko. La situazione si complica improvvisamente con l'arrivo di Nastas'ja che vuole incontrare la futura suocera prima delle nozze, e di Rogòžin con un gruppo di amici ubriachi, che vuole attaccare briga con Gavrila. Rogòžin accusa Gavrila di sposarsi solo per i 75.000 rubli e finisce per offrirne 100.000 pur di avere Nastas'ja. Nella confusione Varvàra dà a Nastas'ja della “svergognata”, insulto a cui Gavrila risponde cercando di schiaffeggiare la sorella. Il principe Myškin si intromette, prendendosi lo schiaffo destinato a Varvara, e ha parole di ammonimento, ma anche di stima, per Nastas'ja, che non reputa essere così come la dipingono. Prima di andarsene, Nastas'ja parla all'orecchio della madre di Gavrila e afferma di non essere una donna perduta.
Ritiratosi in camera, il principe ottiene le scuse di Gavrila per lo schiaffo. Poi, mentre sta uscendo di casa, riceve un biglietto dal generale Ìvolgin, che lo indirizza in una taverna dove si sta ubriacando. Il principe, dopo avergli pagato da bere con i suoi ultimi rubli, gli strappa la promessa di portarlo quella sera in casa di Nastas'ja perché deve compiere una missione, a suo dire, importante. Prima di portarlo da Nastas'ja, il generale passa dalla sua amante Màrfa Borìsovna Terènt'eva. Lì il principe incontra il figlio di questa, Ippolìt, un ragazzo malato molto amico di Kolja, che, come lui e con lui, vorrebbe sfuggire alla sua famiglia scapestrata, magari andando ad abitare in un appartamento in affitto. Ìvolgin si addormenta ubriaco sul divano di Marfa, e Kolja si offre di accompagnare il principe da Nastas'ja.
A casa della ragazza Myškin incontra, oltre a Nastas'ja, la sua amica Dar'ja, Tockij, Epančin, Gavrila, Ferdyščenko e Pticyn, intenti a festeggiare il compleanno di Nastas'ja. Durante la festa si decide di raccontare ognuno l'azione più abietta mai compiuta; concluso il gioco, Nastas'ja, indebolita dalla febbre e resa poco lucida dallo champagne, fa decidere a Myškin se debba sposarsi o no. Il principe si mostra timorosamente contrario e Nastas'ja, nello stupore generale, conferma che non sposerà Gavrila. Mentre Nastas'ja sta andando via, arriva Rogòžin con la sua banda e i 100.000 rubli promessi. Nastas'ja sembra accettare il denaro, rinfacciando a tutti che non ha altra scelta, poiché nessuno la prenderebbe senza dote. A questo punto Myškin si offre di sposarla anche senza dote, riconoscendola una ragazza onesta; si offre di lavorare se non dovessero avere i soldi, ma esibisce anche la lettera di un avvocato che lo indica come futuro erede di tre milioni di rubli.
Tutti festeggiano il principe e la sua ricchezza tranne Rogòžin, che gli impone di rinunciare a Nastas'ja. Anche la ragazza gli espone i suoi dubbi: è una donna disonorata, e non vuole rovinare un innocente quale è il principe. Quindi chiede a Rogožin il denaro. Presi i soldi, nella sorpresa generale, getta i 100.000 rubli nel fuoco, sfidando Gavrila, che avrebbe accettato i 75.000 rubli per sposarla, ad andarli a riprendere, e impedendo agli altri di sottrarre il denaro alla distruzione. Infine la ragazza, dopo aver salvato i soldi dal fuoco ed averli donati al privo di sensi Gavrila, svenuto nel tentativo di salvaguardare il suo onore non raccattando il denaro dalle fiamme, se ne va con Rogožin a Ekaterinhòf, un distretto di San Pietroburgo.

### Parte II

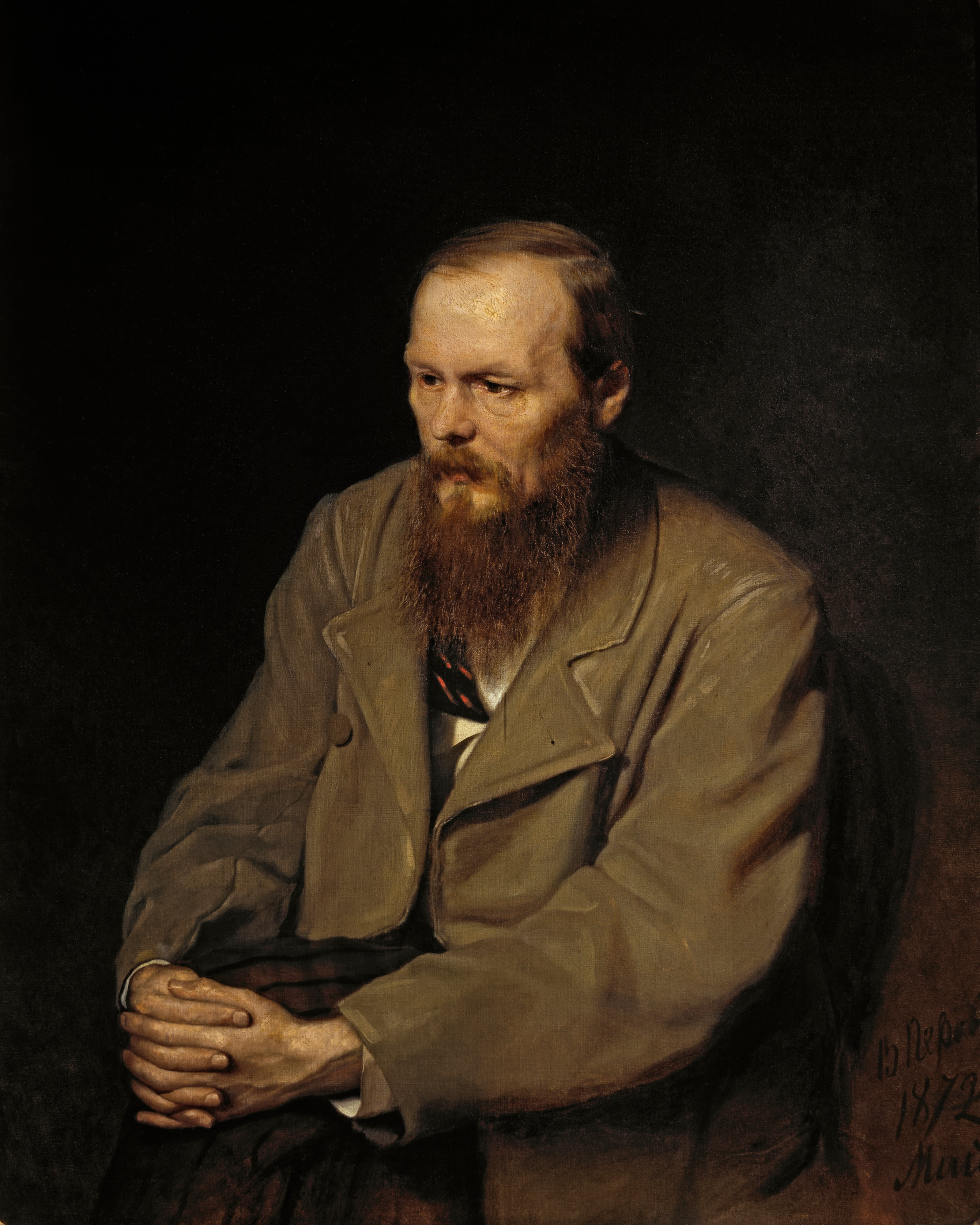
Ritratto di Dostoevskij (1872).

Il principe prosegue per Mosca per ottenere la sua eredità. Nastas'ja, dopo la notte di baldoria a Ekaterinhof, fugge da Rogožin e trova rifugio a Mosca, dove il suo amante la inseguirà e la ritroverà solo per perderla di nuovo. Anche Myškin scompare da Mosca lasciando i suoi affari agli attendenti. Intanto Kolja e Varvara prendono a frequentare le figlie del generale Epančin; nel corso di pochi mesi Adelaìda viene promessa sposa a  un principe benestante e giovane. Un giorno Kolja consegna ad Aglàja uno strano biglietto del principe Myškin, in cui egli si interessa alla sua salute e felicità. Stupita, Aglaja nasconde il biglietto in una copia del Don Chisciotte.
È giugno, e la famiglia del generale Epančin si trasferisce a Pàvlovsk per passarvi l'estate. Myškin si reca a casa di Lèbedev, dove trova Ippolìt malato e il nipote di Lebedev, che reclama del denaro dallo zio. Qui il principe scopre che anche Nastas'ja è a Pàvlovsk, ospite di Dàr'ja Aleksèevna. Myškin va a trovare Rogožin, da cui viene informato che questi e Nastas'ja si sono riconciliati; tuttavia Rogožin teme ancora che Nastas'ja possa cambiare idea e non sposarlo, poiché in realtà la ragazza ama Myškin e l'unico motivo per cui non sta con lui è perché crede di non meritarselo. Il principe presagisce che le possa succedere qualcosa di tremendo; al contempo fa per la prima volta la sua comparsa il pugnale di Rogožin, che ricomparirà in seguito.
Segue un capitolo in cui il principe espone le sue idee sulla religione e sul Cristo; Myškin e Rogožin si scambiano le croci che portano, diventando così “fratelli”. Alla fine dell'incontro Rogožin abbraccia il principe e gli dice che rinuncia a Nastas'ja a suo favore. Nonostante questo, mentre Myškin vaga per S. Pietroburgo, si accorge che qualcuno lo sta seguendo e che questi non è altro che Rogožin, il quale sta per pugnalarlo, ma un attacco epilettico salva il principe dall'aggressione. Rogožin fugge. Fortunatamente sopraggiunge Kolja e presta soccorso al principe.
Lo rivediamo poco tempo dopo a Pavlovsk, dove trascorre la convalescenza in una villa che ha affittato da Lèbedev, e dove incontriamo anche un gruppo di nichilisti, gli stessi che erano con Rogožin alla festa di Nastas'ja. I nichilisti leggono l'articolo del loro amico Keller, in cui il principe Myškin viene ritratto come un ricco sciocco che ha truffato il medico che lo aveva curato. Tra di loro c'è anche Burdòvskij, presunto figlio illegittimo, quindi erede, del tutore di Myškin, che non gli ha lasciato nulla. Vista la cospicua eredità del principe, Burdòvskij pretende che egli ripaghi quanto il suo presunto padre ha speso per le sue cure.
Myškin si offre di dare a Burdovskij del denaro, affermando che in realtà non gli sono mai stati dati i tre milioni e che non crede affatto di avere davanti l'erede del suo benefattore. Burdovskij rifiuta, ma Gavrila porta le prove che il principe è nel giusto. Tutti vengono a sapere che Nastas'ja è a Pavlovsk. Intanto la generalessa Epančin chiede spiegazioni a Myškin riguardo al biglietto che aveva scritto ad Aglaja. Il principe rassicura che l'ama solo come un fratello, sebbene quando aveva scritto il biglietto ne fosse innamorato.

### Parte III
Aglaja chiede appuntamento al principe, e così pure Nastas'ja, il cui nuovo obiettivo è far sposare Aglaja e Myškin. Rogožin, credendo all'amore di Myškin per Aglaja, è tranquillo.
Il nichilista Ippolìt legge a Myškin, Rogožin, Kolja, Keller e vari altri la sua lettera di addio al mondo. Successivamente cerca di spararsi, ma la pistola non funziona a causa della mancanza della capsula e Ippolit sviene. Non è chiaro se si tratti solo di una messinscena o se il ragazzo volesse davvero uccidersi.
Myškin incontra Aglaja, la quale vuole fuggire all'estero perché si vergogna della sua famiglia. Il principe le parla del suo amore per Nastas'ja, che in realtà è solo tenera pietà ma egli rivela anche il turbamento che Nastas'ja gli provocó durante il periodo trascorso a Mosca. Aglaja gli rivela come Nastas'ja voglia farla sposare con lui (credendo che solo in questo modo il principe possa essere felice) e Myškin si adopera per far smettere lo scambio di lettere fra le due.

### Parte IV
Il rapporto fra Myškin e Aglaja oscilla fra litigi e amicizia. A un incontro organizzato da Aglaja e Nastas'ja a casa di quest'ultima, accompagnate da Myškin e Rogožin, le due iniziano a discutere riguardo al principe e ai suoi sentimenti per Nastas'ja. Nastas'ja sfida Aglaja e chiede al principe di scegliere una delle due. Ferita dall'esitazione del principe, Aglaja se ne va; quando il principe fa per seguirla, Nastas'ja lo ferma, incredula che la stia respingendo, e sviene. Al risveglio abbraccia il principe; Rogožin se ne va.
Due settimane dopo Myškin e Nastas'ja stanno per sposarsi. Gavrila si dichiara ad Aglaja, ma viene respinto. Il padre di Kolja muore. Ippolit predice al principe che, poiché egli ha tolto Nastas'ja a Rogožin, quest'ultimo ucciderà Aglaja, che Myškin confessa di amare a suo modo. Con l'avvicinarsi del matrimonio, Nastas'ja è sempre più spaventata dall'idea che Rogožin la uccida. Il giorno delle nozze, però, mentre sta per entrare in chiesa, Nastas'ja vede Rogožin, gli corre incontro e gli chiede di portarla via. Rogožin la fa salire in carrozza e la porta a San Pietroburgo.
Myškin riceve la notizia con la solita compostezza. Il giorno dopo segue i due a San Pietroburgo. Li cerca inutilmente facendo la spola fra la casa di Rogožin e quella di Nastas'ja, dopodiché Rogožin lo avvicina e lo conduce a casa sua senza dargli spiegazioni. Qui scopre il cadavere di Nastas'ja, uccisa da Rogožin stesso con il pugnale che aveva mostrato al principe precedentemente. I due passano insieme la notte; al mattino dopo vengono trovati: uno, Rogožin, delirante, e l'altro, Myškin, impazzito nuovamente. Rogožin è processato e condannato a trascorrere quindici anni in Siberia, Ippolit muore due settimane dopo Nastas'ja, Aglaja si sposa con un emigrato polacco, un finto conte, mentre Myškin torna in clinica in Svizzera.

## Edizioni italiane
- L'idiota, trad. anonima, 2 voll., Milano: Fratelli Treves, 1902.
- trad. Federigo Verdinois, Lanciano: Carabba, 1927; Introduzione di Mauro Martini, Roma: Newton Compton Editori (coll. "Biblioteca Economica Newton" n. 54), 1991 ISBN 978-88-7983-990-7.
- trad. Sergio Balakoucioff, Milano: Bietti, 1931.
- trad. Maria Racovska e Luigi D'Agesilao, Milano: Barion, 1931; 1943 (a firma Maria Racowska e Luigi Galeazzo Tenconi); a cura di Eridano Bazzarelli, Milano: Mursia (coll. "I grandi romanzi"), 1960.
- trad. A. Poliukin e Decio Cinti, Milano: Sonzogno, 1932.
- trad. di Alfredo Polledro, Prefazione di Leone Ginzburg, Torino: Einaudi, 1941; Collana Biblioteca moderna n.584-585, Milano: Arnoldo Mondadori Editore, 1959; Coll. "I millenni", Einaudi, 1965; con introduzione di Vittorio Strada (coll. "Gli struzzi" n. 232), 1981; ivi ("Gli struzzi" n. 415-417), 1984 ISBN 88-06-51318-4; ivi (coll. "ET" n. 191), 1994 ISBN 978-88-061-3487-7.
- trad. Giovanni Faccioli, Milano: Rizzoli ("BUR" n. 739-746), 1954; a cura di Ettore Lo Gatto, 1999 ISBN 88-17-18937-5; 2004 ISBN 88-17-00245-3; Firenze: Sansoni, 1958 (con I taccuini per L'idiota); in Tutti i romanzi, vol. I, ivi, 1984 ISBN 88-450-4929-9; Sesto San Giovanni: Peruzzo, 1986; Santarcangelo di Romagna: Gulliver, 1995 ISBN 88-8129-951-8
- trad. L. Slavovič e I. Capocasa, Milano, Lucchi, 1959.
- trad. e riduzione di Anna Franchi, Roma, Giumar, s.d. [ma anni Sessanta]
- riduzione a cura di Rosanna Ruscitti, Padova, Radar, 1967.
- trad. Rinaldo Küfferle, Milano: Mursia (coll. "I grandi scrittori di ogni paese"), 1970; (coll. "GUM" n. 265), 1995 ISBN 88-425-1831-X; Introduzione di Fausto Malcovati, Milano, Garzanti (coll. "I grandi libri" n. 1-2), 1973.
- trad. Licia Brustolin, introduzione di Fausto Malcovati, Milano: Garzanti (coll. "I grandi libri" n. 426), 1990 ISBN 88-11-58426-4 ISBN 978-88-11-36426-9
- trad. Maria L. De Benedetti, Ginevra: Ferni, 1973; Roma: Gherardo Casini Editore, 1987, ISBN 88-403-1066-5.
- trad. Giacinta De Dominicis Jorio, Milano: Edizioni Paoline, 1981, ISBN 88-215-0218-X.
- trad. Eugenia Maini ed Elena Mantelli, Introduzione di Igor Sibaldi, con un saggio di Hermann Hesse, Milano: Mondadori (coll. "Oscar Grandi classici" n. 60), 1995, ISBN 978-88-04-52517-2, ivi (coll. "Oscar Classici" n. 660), 2012, ISBN 978-88-04-61718-1.
- trad. e cura di Gianlorenzo Pacini, Milano: Feltrinelli (coll. UEF" n. 2147), 1998, ISBN 978-88-07-82147-9.
- trad. e cura di Maria Candida Ghidini, Collana I Classici Classici, Milano: Frassinelli, 1999, ISBN 88-7684-586-0.
- trad. e cura di Gemma De Sanctis, Colognola ai Colli, Demetra, 2000.
- trad. di Giovanni Faccioli e Laura Satta Boschian, Introduzione di Armando Torno, note di Ettore Lo Gatto, Milano: Bompiani (coll. "Il pensiero occidentale"), 2009 (con "Taccuini di appunti per L'idiota" e testo russo a fronte) ISBN 978-88-452-6252-4.
- trad., cura, postfazione e note di Laura Salmon, Milano, BUR, 2013, ISBN 978-88-17-06795-9.
- trad. di Serena Prina, Collana Biblioteca, Vicenza, Neri Pozza, 2024, ISBN 978-88-545-2833-8.

## Adattamenti

### Cinema e Televisione
- L'idiota, film diretto da Salvatore Aversano con Fernanda Fassy, Sergio Mari e Fernanda Negri Pouget, 1919.
- Irrende Seelen, film muto diretto da Carl Froelich con Asta Nielsen e Walter Janssen, 1921.
- L'idiota (L'idiot), film diretto da Georges Lampin, 1946.
- L'idiota (Hakuchi), film diretto da Akira Kurosawa, 1951.
- L'idiota dal romanzo di Fëdor Dostoevskij, sceneggiato TV Rai in 6 puntate, 1959, riduzione teatrale di Giorgio Albertazzi, musiche di Luciano Chailly, regia di Giacomo Vaccari, interpretato, fra gli altri, da: Giorgio Albertazzi, Anna Proclemer, Sergio Tofano, Gian Maria Volonté, Lina Volonghi e Anna Maria Guarnieri; Roma: Rai Trade (coll. "I grandi sceneggiati della televisione italiana" n. 11), 2007 (3 DVD).
- Amour braque - Amore balordo (L'amour braque), film diretto da Andrzej Żuławski. Nonostante il film non racconti gli avvenimenti del libro, la sceneggiatura è basata sul romanzo L'idiota di Fëdor Dostoevskij, 1985.
- Il ritorno dell'idiota (Návrat idiota), film per la televisione diretto da Sasa Gedeon, una coproduzione Repubblica Ceca-Germania per Česká televize, 1999.
- Daun Chaus (Даун Хаус), film diretto da Roman Kačanov, 2001.
- Idioot, film diretto da Rainer Sarnet, 2011.

### Teatro
- L'idiota. Opera in 3 atti e 7 quadri dal romanzo di Fiodor Dostoievskij, testo di Gilberto Loverso, musica di Luciano Chailly, Milano: Lucchi-Ricordi, 1968 (prima rappresentazione: Teatro dell'Opera di Roma, 14 febbraio 1970, direttore d'orchestra: Nino Sanzogno, regista: Sandro Sequi)
- adattamento teatrale di Furio Bordon, su un'ipotesi drammaturgica di David Maria Turoldo, Udine: Arti grafiche friulane ("I quaderni del teatro" n. 51) , 1993 (prima: Teatro Stabile di Trieste, stagione 1993-94)

### Musica
- L'idiota, opera lirica in tre atti e sette quadri, su musica di Luciano Chailly e libretto di Gilberto Loverso;
- L'idiota è un brano musicale di Marlene Kuntz.